# Floating di Morel
Floating di Morel ist eine Berliner Combo.

## Geschichte
Die Gruppe wurde 1995 von Kai Drewitz und Sabine Blödorn gegründet. Später kamen Thorsten Neu, Gitarre und vorübergehend Martin Osti dazu. Floating di Morel verarbeiten in ihren Stücken Elemente der Musik von 39 Clocks, den Throbbing Gristle und Suicide, Bob Dylan und von Velvet Underground.

## Stil
Die Platten klingen sehr unterschiedlich, während die erste LP noch Folk-Elemente enthielt, orientiert sich die 1997er 7" an einem Rockdylan mit Albiniflair. Auf Real People Psych spielen Martin Ostis Sequenzen und Drumsequenzen Maschinenmotive und Maschinenbeats zum üblichen Sound des Pärchens, wobei Ostis Maschinen immer noch maschinenhafter klingen als selbst Maschinen normal klingen müssten. Vielleicht ein Anklang an Andy Warhol. Die Platte enthält das Funkadelic-Cover I'll Stay und wurde unter anderem von Beate Bartel gemischt.

## Diskografie

### LPs, EPs, 7"s
- more memory than now (LP 1995, Hidden Records)
- takna, pakna, g(k)ram... (7" 1997, Toaster im Test)
- rock free mr. t (Zen-Faschisten-Version) / justice is known that it has stolen my wife (Muellie-Mess-Version) (7" 2000, on/off records)
- real people psych (LP 2004, Marshypower)
- said my say (LP 2009, Play Loud! Productions)
- goal less play (LP 2013, Play Loud! Productions)
- Floating Di Morel, Ulf / Fdm (LP 2017, Play Loud!)[1]
- Summer Has Become Cold (LP 2020, Play Loud!)[2][3]
- Starting The Pranks (7" 2022, Play Loud!)[4]
- The Geld (digitale 7" mit Video von Lara und Jordana Goldmann, 2023, Eigenverlag)[5]

### Compilations
- Silver Monk Time – a tribute to the monks (2006, Play Loud! Productions)

### Andere Veröffentlichungen
- Relaxing Time Is Over der Berliner Gruppe T.A.S.K. mit Kai Drewitz und Sabine Blödorn (2005 auf dem Heartworm Label von Wesley Eisold, Cold Cave)

## Film
- A Summer Evening with Floating di Morel, von Dietmar Post und Lucía Palacios (Play Loud! Productions, 2009). Sound edit von Taymur Streng.

### Rezeption
Stefan Koroschetz bescheinigt Kai Drewitz eine ähnliche Attitüde beim Singen wie Lou Reed, „dem auch ein gewisser snobistischer, elitärer und artifizieller Unterton anhaftet.“ Auf Said My Say klingen Floating di Morel "like a classy Suicide [...] these cats present minimal, chilling music, but wear ties and sweep the warehouse before inviting you over for a bizarre ultra-underground concert."